# Agriocnemidinae
Agriocnemidinae – podrodzina ważek z rodziny łątkowatych (Coenagrionidae).
Skrzydła tych owadów cechują krótkie szypułki i skąpe użyłkowanie z arculusem wyraźnie przesuniętym dystalnie w stosunku do drugiej przedwęzłowej żyłki poprzecznej. Często występują różnice pomiędzy znamionami na skrzydłach pierwszej i drugiej pary. W podrodzinie tej znaleźć można najmniejszych przedstawicieli ważek równoskrzydłych.
Rozsiedlone są paleotropikalnie – występują w strefie tropikalnej Afryki, Azji i Australii.
Należą tu 3 rodzaje: Agriocnemis, Argiocnemis i Mortonagrion, obejmujące łącznie ponad 60 gatunków. Na monofiletyzm taksonu wskazują analizy morfologiczne z 2003 i molekularne z 2014 roku. Według Dowa wszystkie rodzaje wymagają redefinicji.